# Giovanni Corrieri

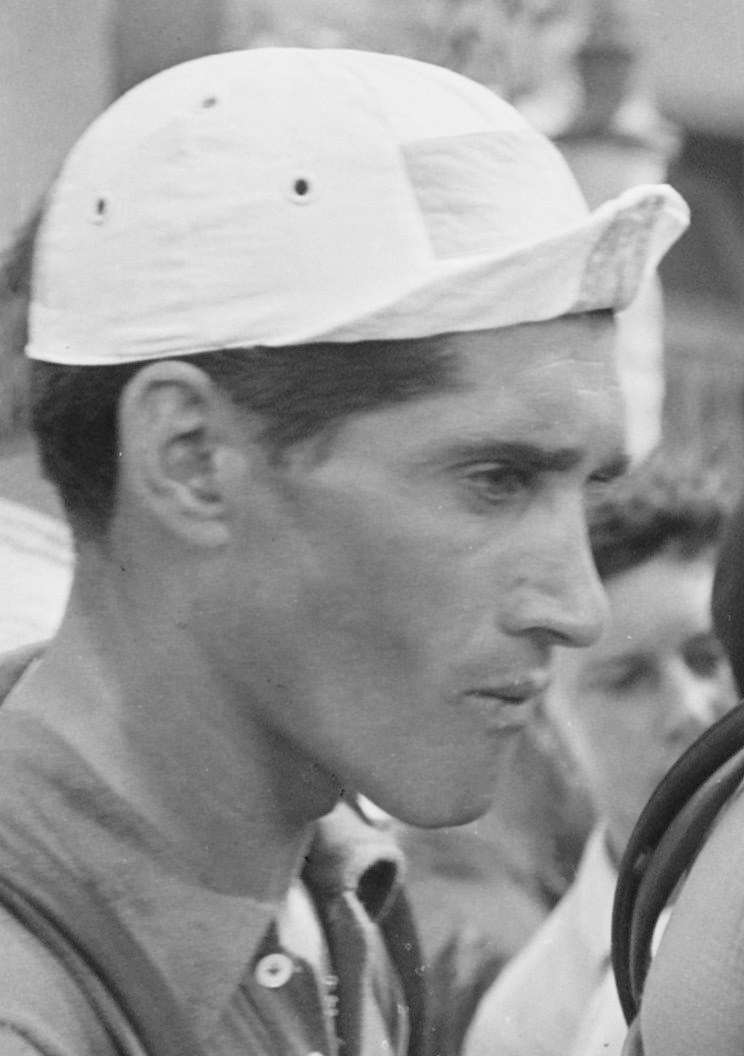
Giovanni Corrieri 1952

Giovanni Corrieri (* 7. Februar 1920 in Messina; † 22. Januar 2017 in Prato) war ein italienischer Radrennfahrer.

## Sportliche Laufbahn
Corrieri war im Straßenradsport aktiv. Ab 1939 startete er als Unabhängiger und ab 1945 als Berufsfahrer im Radsportteam Viscontea. Er blieb bis 1956 als Radprofi aktiv. Corrieri fuhr für mehrere Jahre als Domestik für Gino Bartali.
1939 gewann er eine Etappe des Giro di Sicilia, den er auf dem dritten Platz beendete. 1945 konnte er den Gesamtsieg im Giro della Provincia di Reggio Calabria vor Mario Fazio sowie einen Tageserfolg in dem Etappenrennen feiern. 1947 holte er einen Etappensieg im Giro d’Italia und 1948 zwei in der Tour de France. 1949 wurden es zwei Tageserfolge im Giro, 1951, 1953, 1954 und 1955 jeweils einer. In der Tour de France gewann er 1950 eine weitere Etappe. Auch in der Deutschland-Rundfahrt 1951 holte Corrieri einen Etappensieg, in der Gesamtwertung kam er auf den 10. Platz. 1952 gewann er das Eintagesrennen Sassari–Cagliari.
Zweiter wurde Corrieri 1941 bei Milano–Mantova hinter Luciano Succi. Dritte Plätze holte Corrieri 1948 und 1953 bei Sassari–Cagliari, 1949 im Gran Premio Industria e Commercio di Prato sowie 1952 in der Tour du Lac Léman.
Corrieri bestritt 16 Grand Tours.

## Grand-Tour-Platzierungen
| Grand Tour            | 1946 | 1947 | 1948 | 1949 | 1950 | 1951 | 1952 | 1953 | 1954 | 1955 |
| --------------------- | ---- | ---- | ---- | ---- | ---- | ---- | ---- | ---- | ---- | ---- |
| Vuelta a EspañaVuelta | –    | –    | –    | –    | –    | –    | –    | –    | –    | –    |
| Giro d’ItaliaGiro     | DNF  | 11   | DNF  | 32   | 67   | 59   | 17   | DNF  | 33   | 77   |
| Tour de FranceTour    |      | DNF  | 29   | 52   | DNF  | –    | 46   | 56   | –    | –    |